# Église Notre-Dame-des-Flots de Canet-en-Roussillon
Pour les articles homonymes, voir Notre-Dame-des-Flots.
L'église Notre-Dame-des-Flots de Canet-en-Roussillon est une église de la ville de Canet-en-Roussillon, dans les Pyrénées-Orientales]. 
Elle est située dans le secteur nord de Canet-Plage. C'est une église contemporaine, aux lignes audacieuses et aux grandes dimensions. L'église Notre-Dame-des-Flots a été construite près du front de mer en 1961, remplaçant plusieurs chapelles existantes de la fin du XIXe siècle, érigées à la mémoire des marins et pêcheurs disparus en la mer. 